# 帖木儿不花 (淮王)
帖木儿不花（1286年—1368年），孛儿只斤氏，元朝宗室，忽必烈之孙，鎮南王脫歡之第四子。

## 生平
1325年，其兄脱不花死后，侄子孛罗不花年幼，于是奉朝命代袭镇南王。1328年，应怀王图帖睦尔之召，还京师大都，奉怀王为元文宗。次年，将镇南王之位还给孛罗不花，改封宣让王，镇庐州。1339年，太师伯颜将他贬官。脱脱任丞相後，放回了他。1352年，派兵跟随乞塔歹镇压庐州的红巾军，受到了元顺帝的赏赐。1356年，他和威顺王宽彻不花领兵镇守怀庆路，1357年，屯军在芍陂拒战汝州、颍州的红巾军。庐州失守後，还大都。1367年，封淮王，1368年，元顺帝北逃，帖木儿不花留大都为监国。明朝大将军徐达破大都，帖木儿不花被杀。

## 延伸阅读
[在维基数据编辑]
 《元史·卷117》，出自宋濂《元史》
 《新元史/卷114》，出自柯劭忞《新元史》